# Ojo de Agua de Osuna
Ojo de Agua de Osuna är en ort i Mexiko.   Den ligger i kommunen Rosario och delstaten Sinaloa, i den centrala delen av landet, 800 km nordväst om huvudstaden Mexico City. Ojo de Agua de Osuna ligger 35 meter över havet och antalet invånare är 340.
Terrängen runt Ojo de Agua de Osuna är platt åt sydväst, men åt nordost är den kuperad. Runt Ojo de Agua de Osuna är det glesbefolkat, med 15 invånare per kvadratkilometer. Närmaste större samhälle är El Pozole, 13,6 km söder om Ojo de Agua de Osuna. Omgivningarna runt Ojo de Agua de Osuna är en mosaik av jordbruksmark och naturlig växtlighet.